# Кучеровка (Кировоградская область)
Кучеровка (укр. Кучерівка) — село в Субботцевской сельской общине Кропивницкого района Кировоградской области Украины.
До 2020 года входило в Знаменский район
Население по переписи 2001 года составляло 182 человека. Почтовый индекс — 27433. Телефонный код — 5233. Занимает площадь 2,137 км². Код КОАТУУ — 3522280402.
Возле села Кучеровка в 1763 году при раскопках Литой Могилы (Мельгуновского кургана) обнаружено захоронение вождя одного из скифских племен конца VII — начала VI века до н. э. При этом найдены золотые украшения с изображением степного орла, которые были использованы как символ при разработке вариантов герба Кировоградской области. При стилизации изображения орла на орле сохранены все основные черты археологической находки.